# 富振声
富振声（1912年—1985年），男，满族，辽宁西丰人，中华人民共和国政治人物，曾任吉林省政协副主席，第五届全国政协委员。